# Steppenpieper
Der Steppenpieper (Anthus godlewskii) ist ein Sperlingsvogel der Familie der Pieper und Stelzen. Sein englischer Name ist Blyth's Pipit. Der Singvogel  kommt von Süd-Sibirien bis zur Mongolei, China, Tibet und Indien vor und legt als Zugvogel lange Strecken bis in die offenen Grasländer Südasiens zurück. Sein Verbreitungsgebiet erstreckt sich auf 2,760,000 km2. Er gilt nicht als gefährdet (LC) und seine Population ist stabil. Eine Generation dauert 3,7 Jahre.
In Europa ist er eine seltene Ausnahmeerscheinung.
Oberseits ist der Steppenpieper bräunlich und unterseits blass beige gefärbt. Er sieht dem Spornpieper sehr ähnlich, ist aber etwas kleiner, hat kürzere Beine sowie einen kürzeren Schnabel. Sein Flug ist ausdauernd und gradlinig, der für ihn charakteristische Ruf ist ein nicht raues (Spornpieper ruft rau) „pchi“.
Früher wurde er bereits auf Deutsch als Godlewski-Pieper bezeichnet.
In Deutschland ist der Steppenpieper extrem selten und es gibt bislang (2019) erst 7 anerkannte Nachweise, welche sich vor allem auf Ende Oktober und Anfang November beziehen.
Genaueres zum Habitat:
| Habitat (level 1)      | Habitat (level 2)                      | Relevanz                  | Auftreten     |
| ---------------------- | -------------------------------------- | ------------------------- | ------------- |
| künstlich/terrestrisch | Ackerfläche                            | geeignet                  | nicht-brütend |
| Grünland               | subtropisch/tropisch feucht            | geeignet                  | nicht-brütend |
| Grünland               | gemäßigt                               | geeignet                  | brütend       |
| felsige Gegenden       |                                        | bedeutend                 | brütend       |
| Buschland              | subarktisch                            | geeignet                  | brütend       |
| Feuchtgebiete (binnen) | Bogs, Marshes, Swamps, Fens, Peatlands | geeignet                  | rastend       |
| Höhe                   | 0 – 3000 m                             | gelegentliche Höhenstufen | (max) 6000 m  |

Quelle: datazone.birdlife